# Autographa schalisema
Autographa schalisema là một loài bướm đêm trong họ Noctuidae.